# Jonas Gallerius
Jonas Gallerius, född på 1650-talet i Svinhults församling, Östergötlands län, död 30 april 1704 i Stockholm, var svensk präst.

## Biografi
Gallerius föddes på 1650-talet i Svinhults församling i Östergötlands län. Han var son till prästen Laurentius Gallerius och Kerstin Sundius. Gallerius blev 5 maj 1672 student vid Lunds universitet och 31 maj 1678 i Uppsala universitet. Den 6 november 1682 antogs han som konsistorienotarie vid Stockholms konsistorium, Stockholm och avlade ed 23 april 1683. Gallerius prästvigdes 11 juli 1682 i Linköping och tog magisterexamen 12 december 1682 vid Uppsala universitet.
Den 19 februari 1691 blev han kyrkoherde i Ulrika Eleonora församling i Stockholm med tillträde 1 maj 1692 och blev 19 oktober 1692 assessor vid Stockholms konsistorium. Han sade upp sin rösträtt vid Stockholms konsistorium 13 mars 1695, eftersom han även tjänstgjorde som notarie. Gallerius avled 30 april 1704 och begravdes 29 maj 1704 i Ulrika Eleonora kyrka.

### Egendom
Gallerius ägde ett stenhus i kvarteret Gropen på Norrmalm. Det såldes 17 september 1719 till Carl Gabrielsson Oxenstierna.

### Familj
Gallerius gifte sig första gången med Eva Tuurman (död 1683). Hon hade tidigare varit gift med prästen Erik Herlin. Gallerius gifte sig andra gången med Gertrud Insen (1669–1721). Hon var dotter till handelsmannen Hindrich Insen och Catharina Rossio.

### referenser
1. 1 2 3 4 5 6  Gunnar Hellström, Stockholms stads herdaminne från reformationen intill tillkomsten av Stockholms stift : Biografisk matrikel, 1951, s. 586-587, läst: 22 november 2021.[källa från Wikidata]
2. 1 2 3 4  Gunnar Hellström, Stockholms stads herdaminne från reformationen intill tillkomsten av Stockholms stift : Biografisk matrikel, 1951, s. 586-587, läs online.[källa från Wikidata]
3. 1 2 3 4  Hellström, Gunnar (1951). Stockholms stads herdaminne från reformationen intill tillkomsten av Stockholms stift: biografisk matrikel. Monografier / utgivna av Stockholms kommunalförvaltning ; [11]. Stockholm: Stockholms kommunförvaltning. sid. 586-587. Libris 24465. https://runeberg.org/sthlmherd/0587.html